# Olaszország vasúti közlekedése

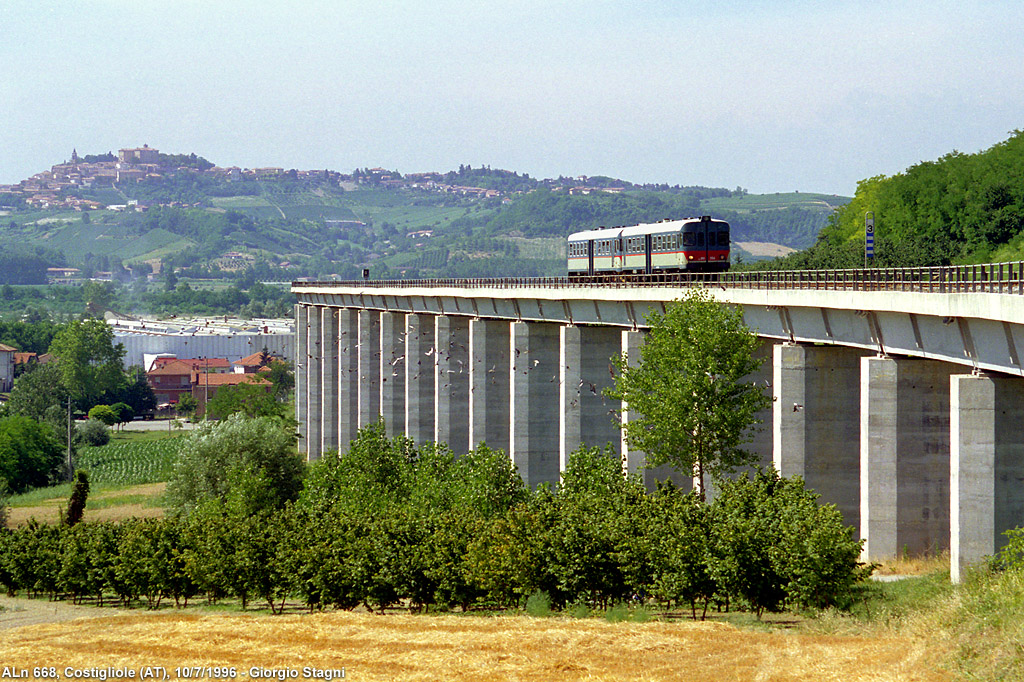
A Costigliole viadotto nevű völgyhíd

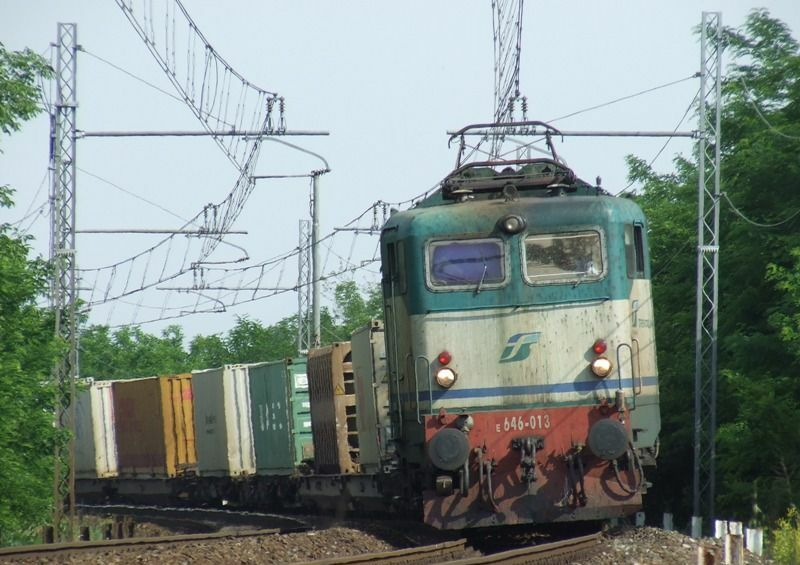
Tehervonat egy FS E646 sorozatú mozdonnyal

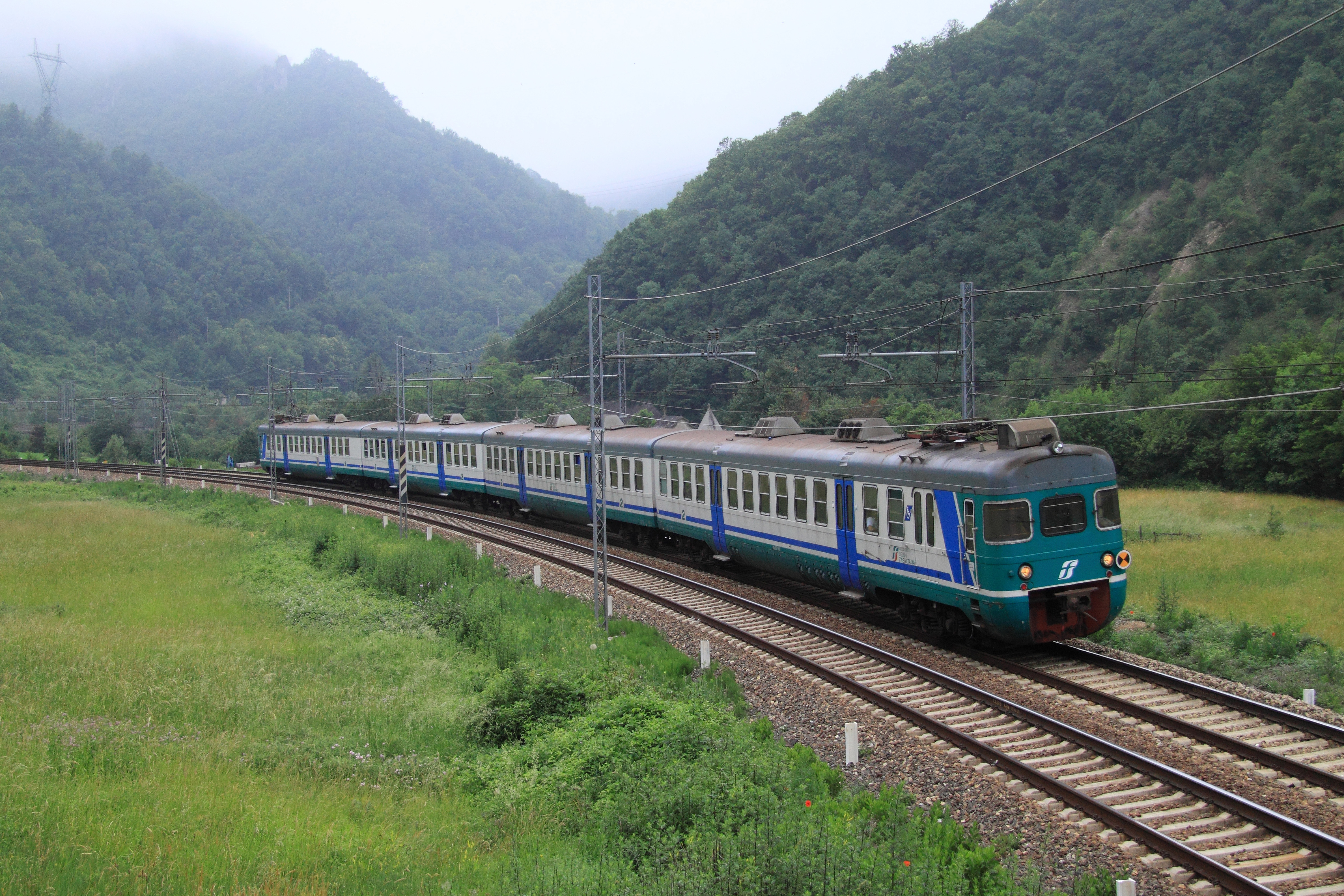
Regionális személyvonat

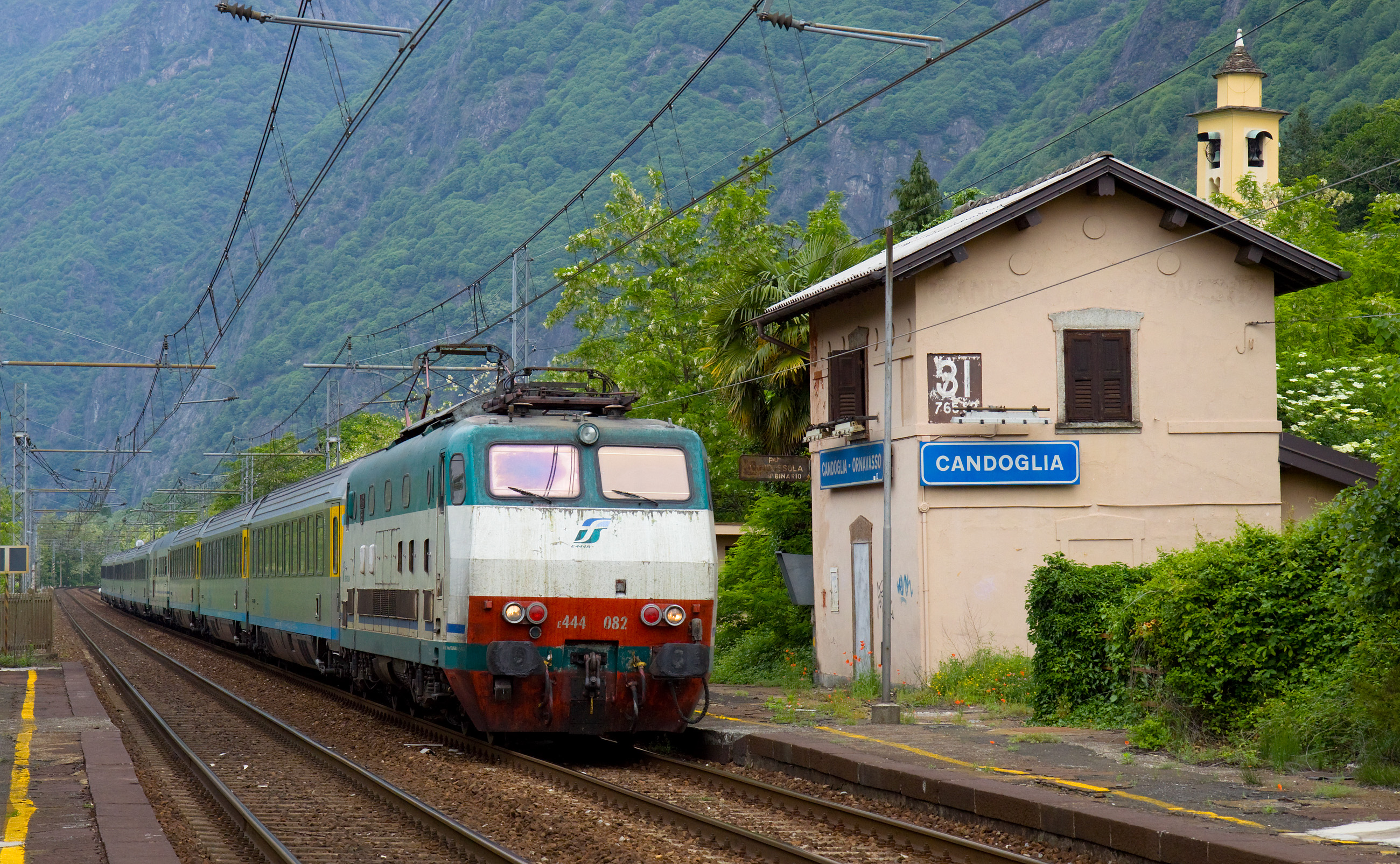
Candoglia vasútállomásán egy EuroCity halad keresztül

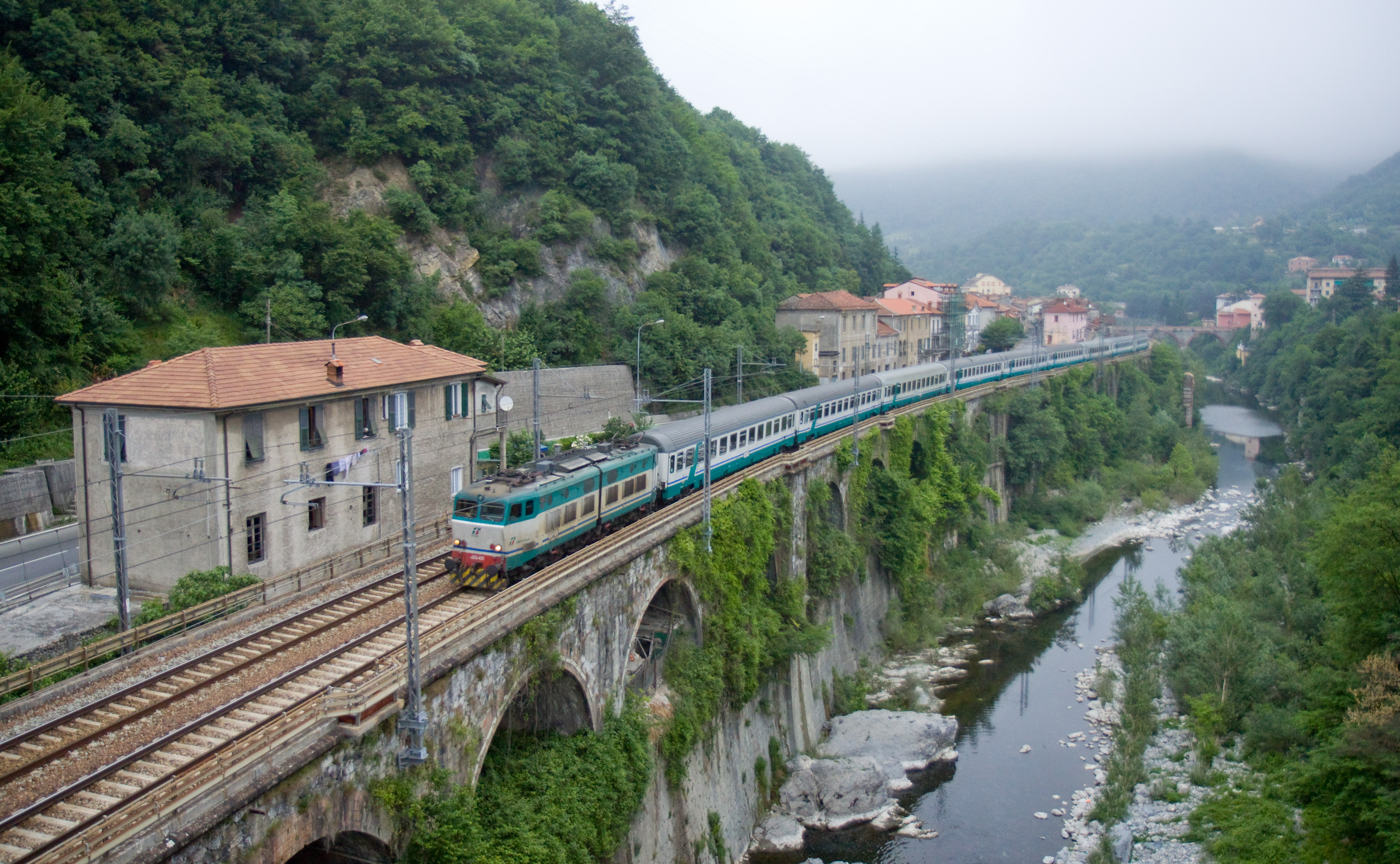
A Torino–Genova-vasútvonal a Földközi-tenger partján

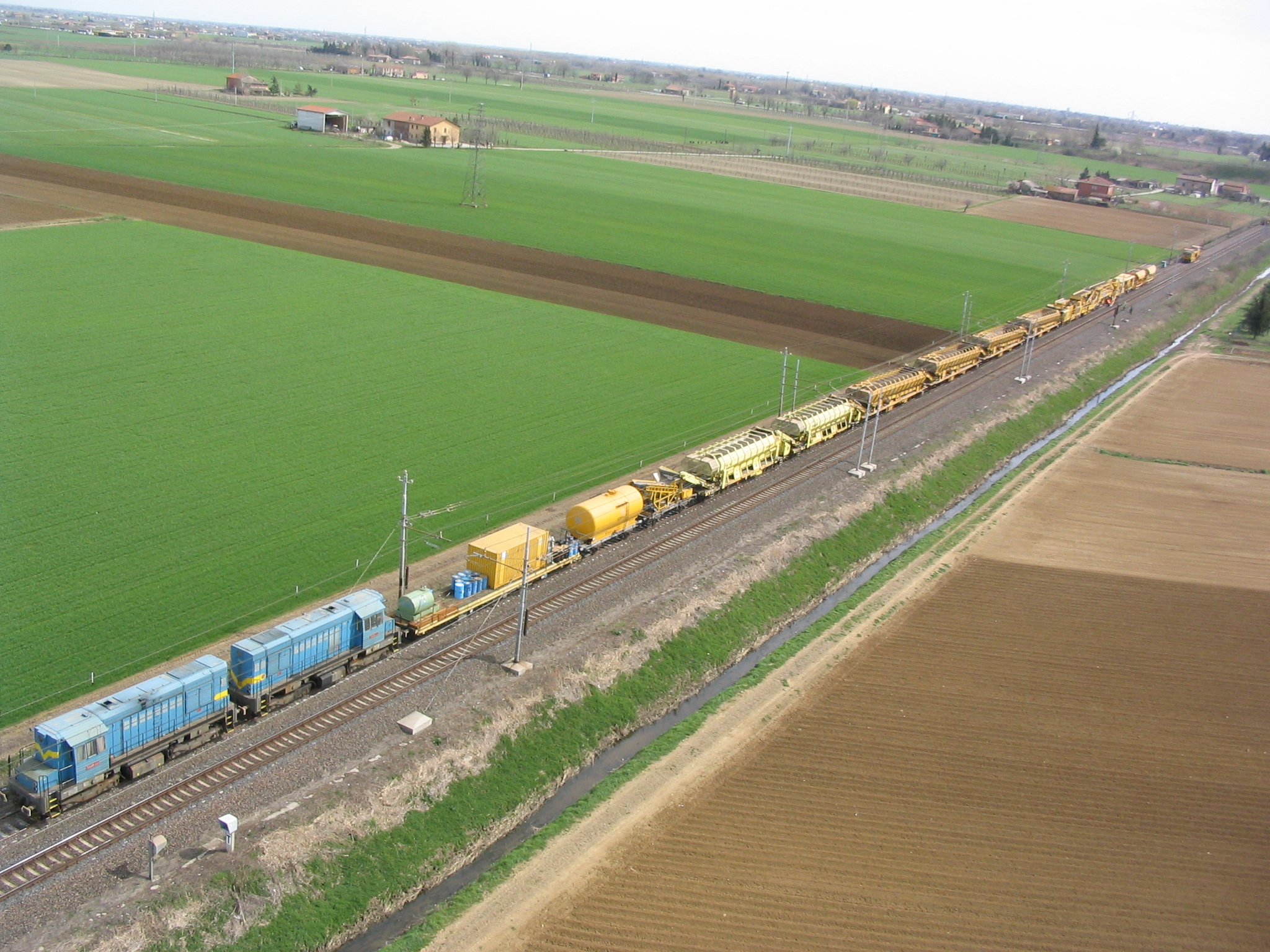
Ágyazatrostálás Olaszországban

A hatalmas területű ország az Alpok déli oldalától a Földközi-tengerbe mélyen benyúlva szinte Afrika partjaiig ér. Az ország az eltérő éghajlati és természeti adottságok miatt nagyon sokszínű. A gazdag észak–szegény dél ellentét évszázadok óta meghatározó az iparosodott északi és a mezőgazdasági termelésből élő dél területek közti jövedelmi különbségek miatt.
A nagyvárosok az ország északi részén találhatóak, így ott a vasúthálózat is sűrűbb. Az Appennini-félszigeten aztán a Firenze–Róma–Nápoly tengely jelenti a fő közlekedési útvonalat. Nápolytól délre már érezhetően lelassul az élet.
Az ország vasúthálózatának hossza 19 729 km, melyből 18 317 km normál nyomtávú. Számos kisvasút is van, 1000 mm-es nyomtávúból 123 km, 950 mm-es nyomtávúból 1058 km, és 850 mm-es nyomtávúból 231 km.
Az első vasútvonal Olaszországban a Nápoly–Portici-vasútvonal volt, amely összekapcsolta a királyi palotát a tengerparttal. Ez a vonal 1839-ben nyílt meg.
Napjainkban a vasúti pályákat és az infrastruktúrát a Rete Ferroviaria Italiana üzemelteti, míg a vonatok és a személyszállítás  a Trenitalia kezében van, mindkettő Ferrovie dello Stato leányvállalata. Korábban a Ferrovie dello Stato egy vállalat volt, de az EU miatt szét kellett válniuk.
Több kisebb vasút is üzemel, ezek magánkézben vannak.

## Az olasz vasúti liberalizáció
A vasúti piac megnyitása híven tükrözi azokat a sajátosságokat, amelyekről az olaszok egyébként is híresek. Természetesen megtörtént az állami Ferrovie dello Stato (FS) vasúttársaság számviteli szétválasztás a pálya- és kereskedő vasutak között, majd az utóbbit további három részre bontva létrejött a távolsági és helyi személyszállító, illetve árufuvarozó részleg. Létrejött ugyan a kapacitás elosztó szervezet, de a technika megfelelőségének igazolása közvetve máig az FS kezében van, amely képesek a végtelenségig nyújtani az engedélyezési eljárást.
Nagy belépési korlátot okoz az olasz piacra a megbízhatósági tanúsítás és a járműengedélyeztetés hosszadalmas, bürokratikus eljárása, és nehezen megoldható a szükséges szakszemélyzet összegyűjtése is. Így a külföldi társaságok leggyorsabban és legegyszerűbben a 33 már engedélyezett hazai vasútvállalat egyikének megvásárlásával juthatnak be az olasz pályákra. Állítható az, hogy ezzel lehetett elérni a legbiztosabb belső piacvédelmet, anélkül, hogy az EU az áruk és a szolgáltatások szabad áramlásáról szóló uniós alapelv megsértésével vádolhatta volna meg Olaszországot. A svájci SBB társaság volt az első külföldi társaság, mely sikerrel vette az engedélyeztetési procedúrát, és létrehozhatta SBB Cargo Italy nevű teherszállításban érdekelt leányvállalatát. A személyzet (mozdonyvezetők) összegyűjtése nekik egyszerűbben ment, mint másoknak ment volna, hiszen a többnyelvű Svájcban az olasz is hivatalos nyelv, és az SBB alkalmaz olasz ajkú mozdonyvezetőket.
A 33 olasz vasúti cég nem tekinthető kevésnek, de közülük csak mindössze 10 merészkedik ki az állami pályák kezelőjének, az RFI-nek vonalaira. A fennmaradó 23 lényegében saját hálózatán bonyolít le közlekedést.
A magántársaságok relatíve nagy szerepet töltenek be a vasúti forgalomba. Az RFI 16 178 km pályát felügyel, ami mellett a magántársaságok 2150 km normál és 1408 km keskeny nyomtávú vasutat üzemeltetnek.
A magántársaságok vonalai nagyobb részt nagyvárosok elővárosi forgalmában töltenek be szerepet. Ilyen hálózatok találhatók Róma (148 km), Milánó (298 km), Bologna (72 km), Torino (86 km), Ferrara (134 km), Modena (20 km), Nápoly (305 km), Bari (253 km), Perugia (152 km) és Parma (44 km) környékén, melyek nem is minden esetben csatlakoznak az RFI pályáihoz.
Érdekes a helyzet az olasz csizma sarkában. Itt valamennyi mellékvonal Bari, Taranto és Lecce környékén 473 km hosszban a Ferrovie del Sud-Est (FSE) társaságé.
Tekintettel arra, hogy az RFI pályáin koncessziós közlekedés nem alakult ki, így a 3558 km magánvonal nem tekinthető az állami vasút szerves részének. Azok kiépítése és járművei elég egyediek lehetnek, és díjszabásilag sem tagozódnak be egyetlen esetben sem az országos hálózatba.

## Olaszország vasúti személyszállítása
A jelenleg Trenitalia SpA néven funkcionáló FS évente 500 millió utast szállít. A statisztikák általában csak az FS adatait tartalmazzák, pedig a 298 km-en aktív Ferrovie Nord-Milano 48,1 millió utassal, 1,1 milliárd utaskilométerrel javítja az országos teljesítményt. Összességében 26 magántársaság bő 100 millió utast szállíthat évente.
Annak jellemzésére, hogy az FS teljesítményében mennyire a távolsági közlekedés a mérvadó, íme egy példa: ha a német államvasút teljesítményében ekkora súllyal szerepelne a távolsági forgalom, mint az olaszéban, akkor utaskm teljesítménye a mainak 2,2-szerese lenne.
Így az olasz vasutak „hivatalos” 5,3%-os részaránya a személyszállításban a valóságban kb. 6,5% körüli, ami az EU-15-ök átlaga.
Az olasz vasutak relatíve alacsony eredményének oka végső soron az elővárosi forgalom gyenge kiépítettségében keresendő. A magántársaságok vonalai nem a város közepéből indulnak, és szolgáltatási színvonaluk sem mindig megfelelő, a járatsűrűségről nem is beszélve. E problémát mára az olasz közlekedéspolitikusok is felismerték, és az elővárosi vonalakat több városban a föld alatt behozzák a város közepébe. Sőt, már arra is van példa, hogy a magántársaság részben az RFI pályáját használva, átszállásmentes kapcsolatot biztosít a főpályaudvarra.
Az ténynek tekinthető, hogy a viszonylag sűrűn lakott elővárosi régiók vasúti közlekedésének fejlesztésében óriási tartalékok vannak valamennyi nagyváros körzetében. Jelenleg legjobban talán Nápoly környékét hálózzák be a kis- és a nagyvasutak, ez meg is látszik a viszonylag szegény térségben az utasok nagy számában.
Az olasz állam az elővárosi közlekedés fejlesztése helyett elképesztően felesleges projektekbe ölte bele a pénzét. A hegyesebb és dombosabb tájon vezető vasútvonalak majd mindegyikén jelentős nyomvonal korrekciókat hajtottak végre, és alagutak tucatjait fúrták napi egy-kétszáz utas „magasabb szintű” kiszolgálása érdekében. Tették mindezt akkor, amikor az országos autópálya-hálózat kiépült, és már Szicília nagyvárosait is autópályák kötik össze.
Úgy tűnik, a kiváló politikai kapcsolatokkal rendelkező híd- és alagútépítő cégek most ismét felfedezték a vasutakat. Az elővárosi vasutak föld alá süllyesztése mellett előtérbe került a nagysebességű vonalak építése. Nem kevés társaság élhet az építőipari piacon, mert egyszerre öt vonalon is építik a pályákat (20 év szünet után), és négy nagyváros vasúti infrastruktúrájának átépítése is folyik. Persze nem kell félni, hogy a következő 10-15 évben munka nélkül maradnak az építők, újabb három vonal tervezése van folyamatban.
A legelső nagysebességű vasútvonal a 204,6 km hosszú Róma–Nápoly nagysebességű vasútvonal. Az építkezés 1994-ben kezdődött meg, a vonal 2006 decemberében nyílt meg. A beruházás 5,1 milliárd eurójába (1275 milliárd forint) került az olasz adófizetőknek.
A nápolyi elővárosi közlekedés fejlesztésre 374 millió eurót szántak. Ez lényegében a nagysebességű vonal építése miatt amúgy is feltúrt környék helyi vonatainak városba jutását is megkönnyítő sínpályák lefektetését tartalmazta 6,2 km hosszban.
A Bologna–Firenze nagysebességű vasútvonal 78,5 km hosszú. A munkálatokat 1996 nyarán kezdték, és 2007-ben fejezték be. A költségek a nagyszámú alagút miatt igen magasak, a számla végösszege 4,7 milliárd euró körül alakul.
A Bologna–Milánó szakasz építésére 6,2 milliárd eurót szántak. A 182 km hosszú pályán 2000-ben vonultak fel az építők és 2007-ben adták át.
A két oldalról is nagysebességű vonallal közelített Bologna átépítését is meg kellett oldani. Az 1,1 milliárd eurós beruházás első szakasza 2007-re, az új vonalakkal egy időben készült el. A városi szakasz hossza 17,7 km, melynek bő fele alagútban fog haladni. A nagysebességű vonatok állomása is a föld alá kerül a mostani központi állomás mellé. A munkálatokat 1999 januárjában kezdték.
Hasonló a helyzet Firenzében is, ahol „csak” 9 km vonalat kellett építeni, de a költségeket 1,2 milliárd euróra növelte az, hogy nemcsak 7 km alagutat kell fúrni, hanem a vasútállomás itt is a föld alatt lesz. A munkálatok 2001 januárjában kezdődtek az új állomás helyén. Az első ütem átadásának határideje itt is 2007 volt.
A Torino–Milánó nagysebességű vasútvonal építését hat év előkészítés után 2000 júliusában határozták el. A 125 km-es vonal első szakaszát Torino és Novara között 2005 végén adták át a forgalomnak, hogy a 2006-os téli olimpiára már nagysebességű vonat szállítsa a vendégeket. A teljes vonal 2008-ban készült el, mikorra is az építés költsége eléri a 6,8 milliárd eurót.
Venezia-Mestre vasútállomás és Padova között 24 km-en épül a nagysebességű vonal 1999 óta az RFI kivitelezésében. E vonal nagy fontosságú, hiszen ez a szakasz mind Verona–Milánó, mind Bologna–Firenze irányában nagy forgalmat bonyolít le.
Róma városi szakaszán a 10 km-es bevezető szakasz építését sokáig akadályozta, hogy a történelmi emlékeket felügyelő minisztérium a teljes régészeti eljárás végéig nem járult hozzá a kivitelezés megkezdéséhez. Így az építők csak 2002 januárban kezdhettek neki az 500 millió euró értékű munkának. Nem csoda, hogy a három készülő alagút összességében alig 30%-ban készült el 2004 áprilisáig.
A nagysebességű közlekedéssel összefüggő beruházások értéke 2008-ig 26,7 milliárd euró (6675 milliárd forint).
Az olasz távolsági vasutak nagy forgalma a kedvező jegyárakra vezethetők vissza. Az olasz vasút is jól példázza azt a tényt, hogy az eljutási idők nagysága mellett legalább ilyen meghatározó a vasút választásakor a menetjegy ára.
Az olasz vasút hatalmas létszámot foglalkoztat, majd' minden állomáson bőségesen látható egész nap látványosan diskuráló vasutas. Mellettük fel-feltűnnek az állomási rendőrőrs le-föl sétálgató alkalmazottai is. E két tényező együttesen vezet oda, hogy az állomások sokkal biztonságosabbak, mint közvetlen környékük. A nagy számú vasutas jelenléte nem vezet automatikusan a magas színvonalú utastájékoztatáshoz.
Az olasz államvasút színvonala az egész országban nagyjából egységes, mind a pontosságot, mind a járművek tisztaságát, vagy a tájékoztatás színvonalát tekintve. Nem mondható ez el az egyes térségek magántársaságairól. Ezek, lent a messzi délen, nem ugyanazon piaci törvényeken nőttek fel, mint német vagy angol társaik. A létszámmal való elképesztő pazarlás már-már sokkoló. Egyértelmű, hogy az agrár környezetben tudatosan tartják kapun belül a munkanélküliséget, a munkanélküli segélyt lényegében a vasúttársaságoknak utalva át.
A helyzet különösen Szardínia szigetén elképesztő. Az már önmagában tanulságos, hogy az egyik vonalon évi 12 pár(!) személyvonaton elszállított évi kb. 250 utas mennyire teszi rentábilissá a vonal forgalmát. Különösen úgy, hogy az egyik irány 2 fizető utasára 4 vasúti alkalmazott, egy motorkocsi és egy személygépkocsi költsége jutott. Az utóbbiban két vasutas utazott, akik minden vasúti átjáróba igyekeztek a vonat előtt érkezni, és kiszállva vörös tárcsával fedezni az átjáróban a vonat biztonságos áthaladását. E módszer még hatékonynak volt mondható. Egy másik, 159 km hosszú turista vonalon a nyaranta közlekedő napi két pár vonat 100 utasára 150 sorompóőr vigyázott.  Büszkén hirdeti a vasúttársaság, hogy a csak turista forgalomra használt vonalaikon 2003-ban már 84 ezer utas utazott, szemben az 1997-es 38 ezerrel. Szép és látványos fejlődés, ám ezt a „kiváló” teljesítményt olyan 404 km-nyi vonalon érték el, melyek közül több is jogosan pályázhatna arra, hogy bekerüljön Európa 10 legszebb, leglátványosabb vasútvonala közé.

## Olaszország vasúti árufuvarozása
Az állami pályákon egyelőre a korábbi monopol cég jogutódjáé a főszerep. A társaság vonatai 74,3 millió tonna árut szállítanak évente, melynek bő fele, 46,5 millió tonna a nemzetközi forgalomban keletkezik.
A rugalmatlan és nehézkes állami cég e mennyiséget nem saját ügyességének, hanem a piac nagyságának köszönheti. Teljesítménye alig 8,1%-os részesedésnek felel meg, szemben a közúti közlekedés 88%-ával! A vasút árufuvarozási volumene 1970 óta lényegében nem változott. A mainál sokkal több áru szállítására soha nem volt képes, és úgy tűnik, nem is lesz.
Az ország méretei és gazdasági nagysága, illetve normálnyomtávú volta ennél sokkal nagyobb piaci részt is lehetővé tenne. E tartalékra több társaság is rástartolni látszik. A Del Fungo-Giera Servizi Ferroviari SpA 2004-ben indult, és az olajszállítások területén építi a piaci pozícióit. E tevékenységéhez 50 új villany és 30 dízelmozdonyt rendelt az Alstom cégtől. Ez a 80 mozdony hatalmas mennyiség, nyolcszor annyi, mint amennyire a MÁV 15 év alatt képes volt. Ekkora megrendelés mögött – annak hatalmas pénzügyi terhei miatt – vélhetően a tőkeerős olajcégek húzódnak meg, saját kézbe véve ezzel az olaj szállítását.
Több cég a nemzetközi forgalomban lát fantáziát. A Rail Traction Company például Ausztrián át Németországba indít szerelvényeket. Több kisebb cég is próbál saját hálózatáról kilépve kisebb morzsákat elcsípni a nagyok elől. Ez egyelőre kevés sikerrel járt.
A Railion óriás is természetesen bejelentkezett az olasz piacra. Már engedélyezett cégek felvásárlásával próbál hídfőállást kiépíteni.

## Nagysebességű közlekedés
A Treno Alta Velocità épít egy új nagysebességű hálózatot a Milánó–Bologna–Firenze–Róma–Nápoly és Torino–Milánó–Verona–Velence–Trieszt-útvonalon. A vonal néhány szakaszát már átadták, míg a nemzetközi kapcsolatok Franciaországgal, Svájccal, Ausztriával és Szlovéniával építés alatt vannak. A Róma–Nápoly-vonal 2005 decemberében, a Torino–Milánó-vonal pedig részben 2006 februárjában nyílt meg. Mindkét vonalon a sebesség akár 300 km/h is lehet.

## Vasúti kapcsolata más országokkal
- Ausztria – azonos nyomtávolság, eltérő áramrendszer 3 kV DC / 15 kV AC
- Franciaország – azonos nyomtávolság, eltérő áramrendszer 3 kV DC /25 kV 50 Hz AC vagy 1,5 kV DC
- Szlovénia – azonos nyomtávolság, azonos áramrendszer
- Svájc – azonos nyomtávolság, eltérő áramrendszer 3 kV DC / 15 kV AC + kettő keskeny nyomtávú vasút azonos áramrendszerrel
- Vatikán – azonos nyomtáv, nincs villamosítva
- San Marino –  keskeny nyomtáv, nincs kapcsolat, de a második világháborúig volt